# Балканска вила
Балканска вила: лист за књижевност, забаву и поуку је књижевни часопис који је излазио у Београду током 1885. године. Уредник је био Драгутин Илић.

## Историјат
Балканска вила био је лист за књижевност и забаву. Издавао га је Милан Косановић, а одговорни уредник био је Драгутин Илић. 
Драгутин Илић је 1884. покренуо Преодницу, а наредне, 1885. године покреће Балканску вилу. Лист је почео да излази 12. маја и изашло је само 9 бројева. Нажалост, девети број није сачуван ни у једној библиотеци. Сачуван је осми број који је изашао 30. јуна. Практично се одржао само два месеца. Било је мало интересовање читалаца за овај лист чему је допринео и мали број сарадника који су писали за Балканску вилу. 
Неки прилози су били и анонимни.

### Периодичност излажења
Лист је излазио једном недељно.

### Тематика
Била је заступљена лепа књижевност, уметност, историјски текстови и поуке.

## Сарадници
- Војислав Илић
- Драгутин Илић
- Милутин Илић
- Јован Драгашевић
- Светозар Гавриловић